# Прапрече (Трбовље)
Прапрече (словен. Prapreče) је насељено место у општини Трбовље, Засавска регија, Словенија. Они су део насеља Прапрече које је административним границама подељено на два насеља: Прапрече (Трбовље) и Прапрече (Загорје об Сави).

## Историја
До територијалне реорганизације у Словенији био је у саставу старе општине Трбовље.

## Становништво
У попису становништва из 2011. године, Прапрече је имао 158 становника.
| Број становника према пописима | Број становника према пописима | Број становника према пописима |
| ------------------------------ | ------------------------------ | ------------------------------ |
| 1991                           | 2002                           | 2011                           |
| 155                            | 147                            | 158                            |

Напомена: Године 2013. смањена за део насеља који је спојен са делом издвојеним од насеља Трбовље у ново самостално насеље Клек.